# レノックス・アディントン郡
レノックス・アディントン郡（レノックス・アディントンぐん、英語: Lennox and Addington County）は、カナダのオンタリオ州東部に位置する地方行政区のひとつ。
前身であるレノックス郡とアディントン郡は1860年に統合され、それぞれの名称はチャールズ・レノックス (第3代リッチモンド公)（Charles Lennox, 3rd Duke of Richmond）とヘンリー・アディントン (初代シドマス子爵)（Henry Addington, 1st Viscount Sidmouth）に由来する。19世紀に行われた他の郡の合併とは違い、レノックス・アディントンは行政が完全にひとつへと統合された。これとは違い、すべてを合併せずに一部分離したままの郡を「連合郡（United Counties）」と呼ぶ。

## 主な都市
- グレーターナパニー （Greater Napanee）
- ロイヤリスト （Loyalist）